# Yelena Korban
Yelena Korban (née Didilenko le 20 avril 1961) est une ancienne athlète soviétique spécialiste du 400 mètres.
Elle s'illustre dans l'épreuve du relais 4 × 400 mètres en remportant la médaille de bronze lors des Championnats d'Europe de 1982 et des Championnats du monde de 1983 où l'équipe d'URSS, composée par ailleurs de Marina Ivanova-Kharlamova, Irina Baskakova et Mariya Pinigina, s'incline face la République démocratique allemande et la Tchécoslovaquie.

## Palmarès
| Date | Compétition           | Lieu     | Résultat | Épreuve   |
| ---- | --------------------- | -------- | -------- | --------- |
| 1982 | Championnats d'Europe | Athènes  | 3e       | 4 × 400 m |
| 1983 | Championnats du monde | Helsinki | 3e       | 4 × 400 m |